# Alluaudomyia melanesiae
Alluaudomyia melanesiae är en tvåvingeart som beskrevs av Clastrier 1985. Alluaudomyia melanesiae ingår i släktet Alluaudomyia och familjen svidknott.
Artens utbredningsområde är Nya Kaledonien. Inga underarter finns listade i Catalogue of Life.